# Minha Tribo é o Mundo
Minha Tribo é o Mundo é o segundo álbum lançado pelo cantor Flávio Renegado, em 2011 . 
O CD pode ser ouvido na íntegra no site oficial do cantor . Com este trabalho, lançado de forma independente, Flávio Renegado vendeu mais de 7 mil cópias  e viajou em turnês por Cuba, França, Inglaterra, Espanha e Austrália, além de percorrer dezenas de cidades brasileiras."
Foi produzido por Plínio Profeta.
O lançamento do álbum aconteceu em 19 de outubro de 2011 e o show de estreia aconteceu em 29 de outubro, no Music Hall em BH.
Em 17 de novembro de 2011 lançou o primeiro videoclipe, da faixa SUAVE . Seguem mais informações sobre ela:
Artista: Flávio Renegado
Música: Suave
Álbum: Minha Tribo é o Mundo - 2011
Diretor: Pedro Branco e Pablo Gomide
Fotografia: Marko Costa
Edição: Guilherme Reco
Figurino e Maquiagem: Marcela Faria
Iluminação e estúdio: Quanta
Produção: Tomás Dias e Março Produções
A Gravação do DVD ao vivo aconteceu em 2 de junho de 2013 em Belo Horizonte, no evento Conexão BH - Parque Municipal e teve participação de Rogério Flausino, Aline Calixto e outros.

## Faixas
- 1.Minha Tribo é o Mundo 03:31
- 2.Zica 03:15
- 3.Suave 03:50
- 4.Sai Fora 04:13
- 5.Qual o Nome Dela 03:16
- 6.Pontos Cardeais 03:55
- 7.Eu Quero Saber 03:20
- 8.Evoluídos Pensamentos 03:34
- 9.A Massa Quer Dançar 03:14
- 10.Homens Maus 04:03
- 11.Tempo Bom 02:43